# Schismus barbatus
Schismus barbatus là một loài thực vật có hoa trong họ Hòa thảo. Loài này được (L.) Thell. miêu tả khoa học đầu tiên năm 1907.